# Laqueco (Ort)
Laqueco (Laquico) ist eine osttimoresische Siedlung im Suco Nuno-Mogue (Verwaltungsamt Hato-Udo, Gemeinde Ainaro).
Das Dorf liegt im Südwesten der Aldeia Laqueco, in einer Meereshöhe von 2053 m. Durch die Siedlung führt eine Straße, die Laqueco mit Hatu-Builico, dem Hauptort des Verwaltungsamtes im Südosten und mit der Stadt Maubisse im Norden verbindet. Südwestlich befindet sich der Nachbarort Mausoromata. Direkt im Osten grenzt an Laqueco der Ort Bleheto (Suco Mulo).